# Золтан Варга (фудбалер)
Золтан Варга (мађ. Varga Zoltán; Вал, 1. јануар 1945 — Будимпешта, 9. април 2010) био је мађарски фудбалер.
Један од најконтаверзнијих мађарских фудбалера двадесетог века, дисидент који је приликом повратка у Мађарску тешко говорио мађарски језик, изузетан фудбалски техничар, освајач златне олимијске медаље и један од легендарних играча ФК Ференцвароша, популарног Фрадија.
За репрезентацију Мађарске је одиграо дванаест утакмица и постигао два гола.

## Признања
Са Ференцварошем је освојио четири шампионске титуле Мађарске
- 1963.
- 1964.
- 1967.
- 1968.

Са Мађарским националним тимом је освојио треће место на Европско првенство 1964., Мађарска репрезентација је играла у саставу: Сентмихаљи, Новак, Месељ, Ихас, Шољмоши, Шипош, Фаркаш, Варга, Алберт, Бене и Фењвеши.
- 1964.

Са Ференцварошем је био победник Купа сајамских градова
- 1965.

## Тренерска каријера
- 1977 — 1983, Борусија Дортмунд  (играч-тренер)
- 1983, МТВ Инглштадт
- 1991 — 1993, МСВ Минхен
- 1996 — 1997, ФК Ференцварош
- 1997, ФК Хонвед
- 1998 — 1999, Дунаферр (НБ II)
- 2000, ФЦ Диошђер
- 2001 — 2002, Ђер
- 2003- Технички саветник (Ђери ЕТО)